# NGC 6134
NGC 6134 ist ein offener Sternhaufen vom Trumpler-Typ II3m im Sternbild Winkelmaß (Norma) am Südsternhimmel. Er hat eine Helligkeit von 7,2 mag und eine Winkelausdehnung von 7 Bogenminuten.
Entdeckt wurde das Objekt am 10. Mai 1826 von James Dunlop.